# Xie Shaoguang
Xie Shaoguang (chinois simplifié : 谢韶光, 15 septembre 1960) est un ancien acteur singapourien d'origine chinoise. En 2010, il est surtout connu pour ses rôles dans différents drames diffusés par MediaCorp sur le canal 8 à Singapour. Il a reçu plusieurs distinctions, dont cinq fois Best Actor (« meilleur acteur ») et deux fois Best Supporting Actor (« meilleur second acteur ») depuis la fondation de Star Awards en 1994. De 1995 à 2004, son nom est toujours apparu sur la liste Top 10 Most Popular Male Artiste (« Les 10 artistes masculins les plus populaires »).